# Трамвай у Гаврі
Трамвай у Гаврі (фр. Tramway du Havre) — трамвайна мережа французького міста Гавр.

## Історія
- Докладніше: Історичний трамвай у Гаврі[fr]

Перший трамвай на кінній тязі з'явився на вулицях міста у 1874 році. У 1894 році мережа була електрифікована, після чого почалося стрімке розширення мережі яке тривало до 1912 року, коли в місті була відкрита остання нова лінія. Після першої світової війни почалася стагнація мережі, внаслідок повоєнного дефіциту не вистачало коштів на поточний ремонт рухомого складу і деякі лінії були закриті. Внаслідок другої світової війни, мережа сильно постраждала і була відновлена у перші повоєнні роки. Але вже наприкінці 1940-х трамвай почав не витримувати конкуренції з боку автобусу, який в ті часи позиціонувався як дешевий та швидкий транспорт майбутнього, і в червні 1951 року мережа була остаточно ліквідована.

## Сучасна мережа
Розмови про повернення трамваю на вулиці міста почалися у 2006 році, у наступному році було проведене опитування містян, яке показало зацікавленість мешканців міста у новому комфортному транспорті. Підготовчі роботи на маршруті майбутнього трамваю почалися у вересні 2008 року, основні роботи розпочалися у 2010 році. У межах проекту також був побудований новий 500 метровий трамвайний тунель. Сучасна мережа довжиною 13 км з 23 зупинками відкрилася 12 грудня 2012 року, остаточна вартість будівництва склала 395 млн євро. Мережу обслуговують 22 зчленованих, п'ятисекційних, низькопідлогових трамваїв alstom citadis 302.

## Галерея

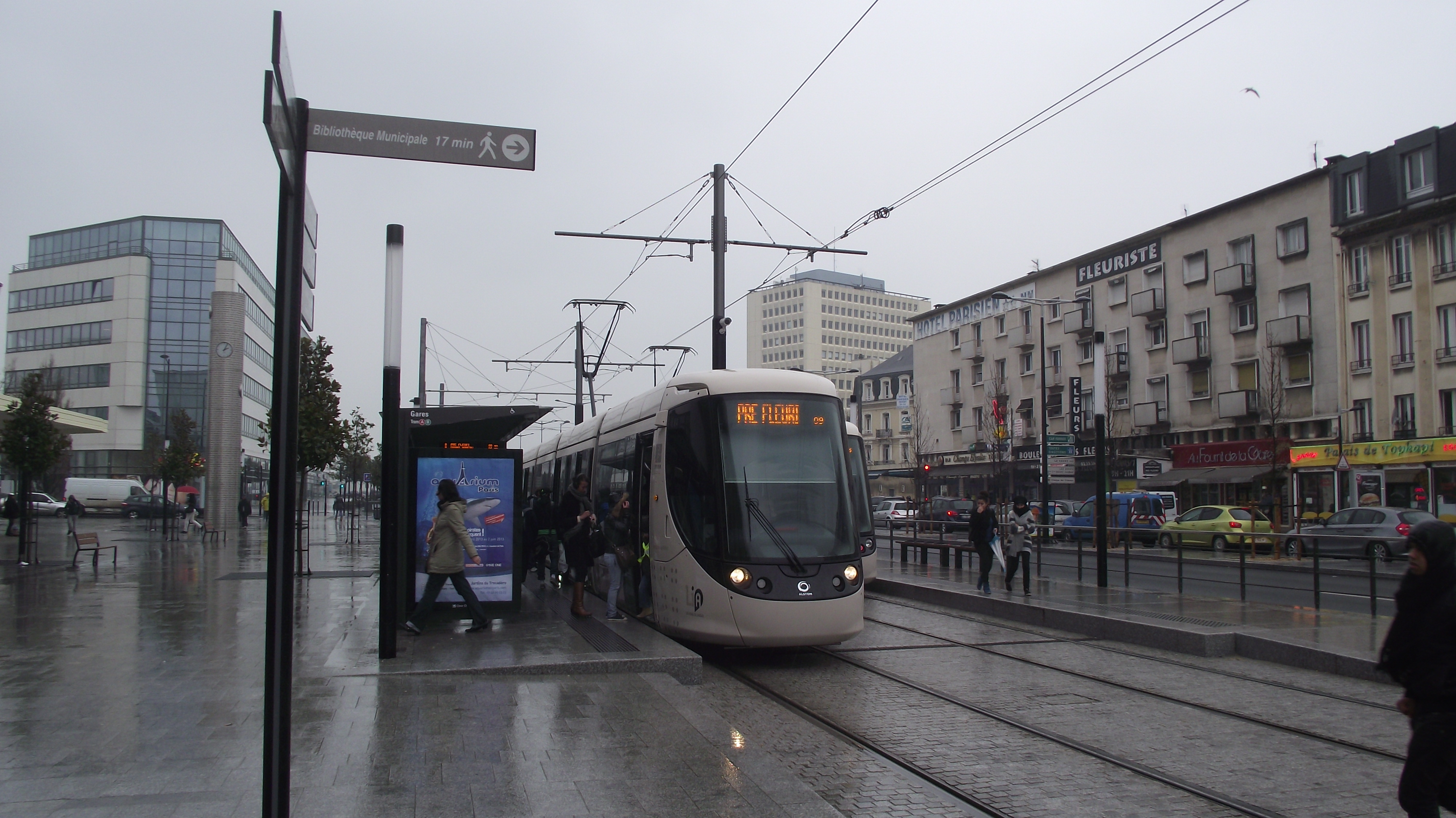
Трамвай на одній із зупинок
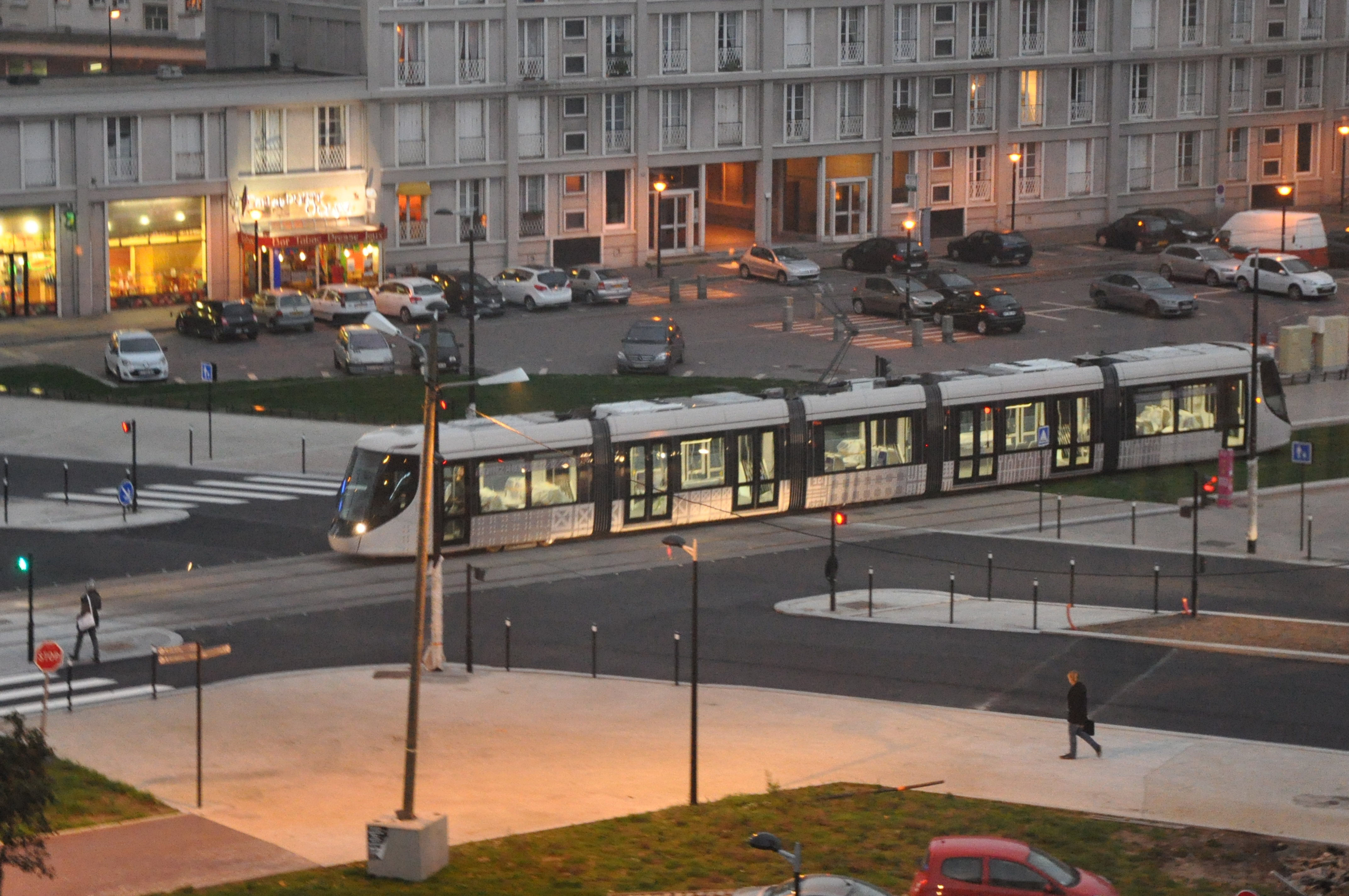
Трамвай на вулицях міста
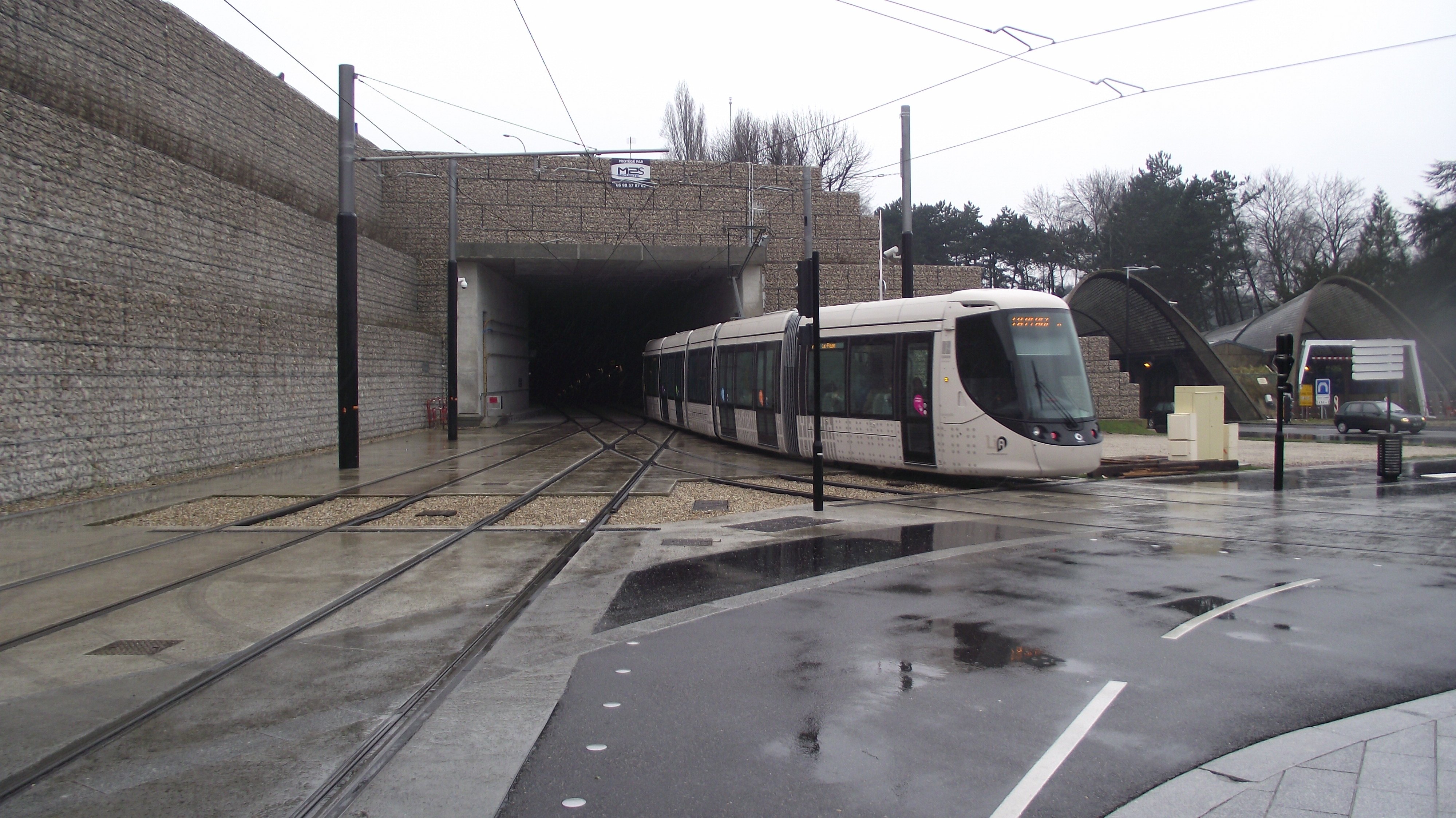
На виїзді з туннелю